# Совхоз «Комунар»
Совхо́з «Комуна́р» (рос. Совхоз «Коммунар», ерз. Совхоз «Коммунар») — селище у складі Лямбірського району Мордовії, Росія. Адміністративний центр Саловського сільського поселення.

## Населення
Населення — 779 осіб (2010; 756 у 2002).
Національний склад (станом на 2002 рік):
- росіяни — 84 %